# Рижский Императорский лицей
Рижский Императорский лицей (нем. Kaiserliches Lyceum zu Riga), до 1710 — Карлов лицей (Schola Carolina), также известен как Королевский лицей, Царский лицей, Петровский лицей — бывшее учебное заведение в Риге.

## История
Открыт по распоряжению и на деньги короля Швеции Карла XI 16 декабря 1675 года. Первоначально находился в здании на улице Маза Пилс (Малой Замковой), 4 (перекрёсток улиц Маза Миесниеку и Маза Пилс), напротив известного старинного архитектурного комплекса «Три брата». В этом здании до того находилась лютеранская капелла финских батальонов Рижского гарнизона.
Лицею выделялось 500 талеров в год (к 1700 году эта сумма возросла до 2500 талеров), которых хватало на обучение 75 учеников. За учёбу следовало платить сумму, равную годовому доходу квалифицированного рабочего.

## Карлов лицей (1675—1710)
Основной функцией Карлова лицея была подготовка будущих чиновников для шведского административного аппарата — до Карлова лицея школы подобной функциональной направленности на территории всей Шведской Лифляндии не было. Также программа лицея была целиком светской, он готовил юношей для поступления в зарубежные университеты, в частности, в известные Дерптский и Упсальский университеты.
В лицее проходили обучение дети зажиточных жителей провинциальных областей шведской Лифляндии и шведских административных служащих. Учащихся обязывали есть исключительно серебряными ложками и менять постельное белье не реже раза в месяц.
Предметы, изучавшиеся в лицее: закон божий, география, история, логика, риторика, латинский язык, древнегреческий язык, древнееврейский язык.
Набором преподавателей занимался главный спонсор Карлова лицея (впоследствии и Царского (или Петровского) Лицея) — Рижский магистрат. Он обеспечивал поступление лучших кадров, из которых формировался преподавательский состав лицея.
После взятия Риги русскими войсками в ходе Северной войны лицей прекратил свою работу.

## Рижский Императорский (Царский) лицей (1733—1802)
В 1733 году деятельность лицея была восстановлена, причем как правопреемника Карлова лицея. Он получил имя Петра I. В лицей привлекли именитых преподавателей — собирателя и любителя ливонских древностей, историка и этнографа Иоганна Готфрида Арндта (1710—1764) и рижского краеведа, немца чешского происхождения Иоганна Кристофа Бротце. Он переселился в Ригу в 1768 году, а с 1769-го начал преподавательскую, а после и ректорскую деятельность в Рижском царском лице.

Здание на площади Пилс (Замковой)

Среди известных учеников лицея можно упомянуть естествоиспытателя Якоба Бениамина Фишера (1731—1793), который оставил первое в истории описание природы Лифляндской губернии «Versuch einer Naturgeschichte von Livland» (1771 год). Лицей закончили известные в будущем врачи Иоганн Фишер (1665—1782), а также другой прогрессивный врач-реформатор, основатель метеорологических наблюдений в Риге Иоганн Лютер (1716—1764).
На здании на ул. Маза Пилс красуются две таблички, связанные с датой основания (в 1675 году) и «переоснования» в 1733 году. Они сохранились с XVIII века, в том числе до наших дней дошёл и рисунок известного многолетнего преподавателя этого рижского учебного заведения И. Бротце. В память о нём на здании также установлена мемориальная доска.
К последней трети XVIII века здание лицея обветшало, и императрица Екатерина II приказала построить новое, продав старое и дополнительно выделив 10 тысяч рублей серебром. Дополнительные средства добавила городская Коллегия попечительства. 12 мая 1785 года был заложен первый камень в основание нового здания на Замковой площади, 2, в рамках создания ансамбля этой площади. Архитектор здания — Матиас Шон.
Через два года здание было готово и 12 июля 1787 года приняло студентов и преподавателей лицея. С 1788 по 1792 год ректором лицея был доктор философии Карл Готлоб Зонтаг.
В настоящее время в здании находится Музей литературы и музыки.

## Гимназия Лифляндской губернии
С 1804 года, после школьной реформы, лицей превратился в губернскую гимназию. Её директором стал немецкий педагог Август Албанус; с октября 1849 по 1850 год — Эдуард Иванович Гаффнер; с 12 июня 1851 года — Александр Карстенович Крангальс; с 22 января 1877 — Готгард Готгардович Шведер; с 1902 года — Николай Иванович Иванов.
В XIX веке гимназию окончили многие известные люди, в том числе деятели младолатышского движения. В ней учился основоположник эстонской национальной поэзии Кристьян Яак Петерсон, оперный певец Луи Аренс, врач Александр Биезинь., глава города Рига Адам Криевиньш. 
В 1891 году на пересечении Николаевской улицы с Пушкинским бульваром по проекту архитектора Рижского учебного округа А. Кизельбаша было построено новое здание для Николаевской гимназии.

### Известные выпускники
См. также: Выпускники Рижской губернской гимназии